# Belén de Andamarca
Belén de Andamarca ist eine Ortschaft im Departamento Oruro im Hochland des südamerikanischen Anden-Staates Bolivien.

## Lage im Nahraum
Belén de Andamarca ist der zentrale Ort des Municipio Belén de Andamarca in der Provinz Sud Carangas. Die Ortschaft liegt auf einer Höhe von 3835 m knapp fünfzig Kilometer westlich des Poopó-Sees auf dem bolivianischen Hochland.

## Geographie
Belén de Andamarca liegt am östlichen Rand des bolivianischen Altiplano und westlich der Anden-Gebirgskette der Cordillera Central. Die Region ist geprägt durch ein ausgesprochenes Tageszeitenklima, bei dem die mittleren Temperaturschwankungen zwischen Tag und Nacht stärker ausfallen als im durchschnittlichen Jahresverlauf.
Die mittlere Durchschnittstemperatur der Region liegt bei knapp 9 °C (siehe Klimadiagramm Pampa Aullagas) und schwankt zwischen 4 °C im Juni und Juli und 11 °C in den Sommermonaten von November bis März. Der Jahresniederschlag beträgt weniger als 300 mm, bei einer ausgeprägten Trockenzeit von April bis November mit Monatsniederschlägen unter 15 mm, und einem Höchstwert von 75 mm im Januar.

## Verkehrsnetz
Belén de Andamarca liegt in einer Entfernung von 136 Straßenkilometern südwestlich von Oruro, der Hauptstadt des Departamentos.
Die 279 Kilometer lange Nationalstraße Ruta 12 führt von Pisiga an der chilenischen Grenze in nordöstlicher Richtung über Sabaya, Huachacalla, Ancaravi nach Toledo und weiter zur Hauptstadt Oruro. Von Toledo aus verlaufen unbefestigte Pisten in südlicher Richtung über die weiten Ebenen des Poopó-Sees nach Andamarca, von dort sind es noch einmal sechzehn Kilometer in westlicher Richtung bis Belén de Andamarca.

## Bevölkerung
Die Einwohnerzahl der Ortschaft ist in den vergangenen beiden Jahrzehnten auf mehr als das Doppelte angestiegen:
| Jahr | Einwohner | Quelle       |
| ---- | --------- | ------------ |
| 1992 | 269       | Volkszählung |
| 2001 | 318       | Volkszählung |
| 2012 | 639       | Volkszählung |
| 2024 |           | Volkszählung |

Die Region weist einen hohen Anteil an Aymara-Bevölkerung auf, im Municipio Belén de Andamarca sprechen 88,0 Prozent der Bevölkerung Aymara.